# セッラヴァッレ・ピストイエーゼ
セッラヴァッレ・ピストイエーゼ (伊: Serravalle Pistoiese) は、イタリア共和国トスカーナ州ピストイア県にある、人口約12,000人の基礎自治体（コムーネ）。

## 地理

### 位置・広がり

#### 隣接コムーネ
隣接するコムーネは以下の通り。
- ランポレッキオ
- ラルチャーノ
- マルリアーナ
- モンスンマーノ・テルメ
- モンテカティーニ・テルメ
- ピエーヴェ・ア・ニエーヴォレ
- ピストーイア
- クアッラータ

### 気候分類・地震分類
セッラヴァッレ・ピストイエーゼにおけるイタリアの気候分類 (it) および度日は、zona D, 2010 GGである。
また、イタリアの地震リスク階級 (it) では、zona 3 (sismicità bassa) に分類される。

## 行政

### 分離集落
セッラヴァッレ・ピストイエーゼには以下の分離集落（フラツィオーネ）がある。
- Casalguidi ,Cantagrillo, Castellina, Stazione Masotti, Ponte Stella, Ponte di Serravalle, Vinacciano

## 姉妹都市
- ユゼルシュ、フランス
- Grafenwörth、オーストリア